# Maj 2016

## 31 maja
- Z udziałem najwyższych władz państwowych w tym prezydenta RP Andrzeja Dudy, wicemarszałka sejmu Ryszarda Terleckiego, wicepremiera Piotra Glińskiego, ministrów Mariusza Błaszczaka i Jana Szyszki oraz prezesa Prawa i Sprawiedliwości Jarosława Kaczyńskiego odbyły się na Cmentarzu Wojskowym na Powązkach w Warszawie pogrzeb dziennikarza, polityka i działacza państwowego Andrzeja Urbańskiego[1].
- Co najmniej 17 osób zginęło w wybuchu i pożarze składu amunicji w indyjskim stanie Maharasztra[2].

## 30 maja
- Selekcjoner reprezentacji Polski w piłce nożnej Adam Nawałka ogłosił skład kadry na Mistrzostwa Europy w Piłce Nożnej 2016[3].
- W Polsce miała miejsce seria alarmów bombowych w związku z anonimowymi zgłoszeniami. Ewakuowano i przeszukano między innymi obiekty w Dzierżoniowie, Katowicach i Warszawie. W Warszawie zgłoszenia dotyczyły 39 obiektów. W Dzierżoniowie, gdzie ewakuowano i sprawdzono budynek Sądu Rejonowego, sprawca fałszywego zgłoszenia został ujęty tego samego dnia[4][5].
- Nigeryjska policja poinformowała, iż co najmniej dwudziestu cywilów i dwóch policjantów zginęło w starciach nigeryjskich sił bezpieczeństwa z biafrańskimi separatystami[6].
- Piorun uderzył w stojący przy rękawie na lotnisku międzynarodowym w Jieyang, Chinach samolot boeing 737-800 chińskich linii Shantou Airlines[7].
- W Iraku z inicjatywy patriarchy chaldejskiego Louisa Rapahëla Sako, wyznawcy Chrystusa, muzułmanie, jezydzi i Sabejczycy wspólnie modlili się w intencji pojednania, w kościele katolickim pw. Maryi Królowej Różańca w Bagdadzie[8].

## 29 maja
- Włoch Vincenzo Nibali (Astana Pro Team) zwyciężył w 99. edycji wyścigu kolarskiego Giro d’Italia[9].
- Podano, że w ciągu 24 minionych godzin w walkach na wschodzie Ukrainy zginęło pięciu ukraińskich żołnierzy i dwóch separatystów[10].
- Uroczyście 55-urodziny obchodził hipopotam nilowy o imieniu Hipolit ze Śląskiego Ogródu Zoologicznego w Chorzowie. Prawdopodobnie jest najstarszym hipopotamem nilowym na świecie (wieku nie da się w pełni zweryfikować z powodu braku odpowiedniej dokumentacji)[11].
- Zakończyły się, rozgrywane w Moskwie, mistrzostwa świata w pięcioboju nowoczesnym. (pentathlon.org)
- W finale Ligi Mistrzów EHF, Vive Tauron Kielce pokonał MVM Veszprém KC. (tvn24.pl)
- 17 osób zginęło w pożarze, który wybuchł w nielegalnym domu opieki dla osób starszych w ukraińskich Litkach. (tvn24.pl)

## 28 maja
- W szpitalu w Jastrzębiu Zdroju zmarł hospitalizowany po wypadku podczas meczu ekstraligi żużlowej pomiędzy ROW-em Rybnik i Unią Tarnów w dniu 22 maja – polski żużlowiec Krystian Rempała. (tvn24.pl)
- W Dallas w wyniku postrzału zginął amerykański koszykarz Bryce Dejean-Jones. Do tragedii doszło, gdy goszczący u swojej partnerki sportowiec pomylił apartamenty i został wzięty za włamywacza. (tvn24.pl, reuters.com)
- W finale Ligi Mistrzów UEFA, po rzutach karnych Real Madryt pokonał Atlético Madryt. (tvn24.pl)
- W parku Monceau, w Paryżu piorun poraził 11 osób, które w trakcie ulewy próbowały schronić się pod drzewem. (tvn24.pl)
- W miejscowości Hoppstadten w Nadrenii-Palatynacie, w Niemczech piorun ranił 35 osób uczestniczących w dziecięcym meczu piłki nożnej. (tvn24.pl)
- Do sanktuarium Bożego Miłosierdzia w Krakowie-Łagiewnikach przybyła Czeska Narodowa Pielgrzymka w liczbie 7 tys. wiernych[12].
- W archikatedrze św. Jana Chrzciciela i św. Jana Ewangelisty w Lublinie odbyła się uroczystość z okazji 50-lecia święceń biskupich abp. Bolesława Pylaka, aktualnie najstarszego biskupa rzymskokatolickiego w Polsce. W uroczystości wzięli udział między innymi przewodniczący Konferencji Episkopatu Polski abp Stanisław Gądecki, abp senior archidiecezji przemyskiej Józef Michalik oraz metropolita lubelski abp Stanisław Budzik[13].
- Z drugiego piętra kamienicy przy ul. Stanisława Noakowskiego 8 w Warszawie wypadł mężczyzna, który następnie ranił nożem funkcjonariusza policji który próbował udzielić mu pomocy. (tvn24.pl)
- W Warszawie z placu Defilad pod Areszt Śledczy Warszawa-Mokotów przeszedł Marsz Wyzwolenia Konopi[14].
- Papież Franciszek mianował abp. Celestino Migliore, dotychczasowego nuncjusza apostolskiego w Polsce nowym nuncjuszem apostolskim w Federacji Rosyjskiej[15].
- Podczas Międzynarodowej Konferencji Teologicznej w Kamieniu Śląskim odbyła się prezentacja Encyklopedii ekumenizmu w Polsce (1964-2014). (luteranie.pl)
- Wybuchł pożar na największym wysypisku śmieci na Ukrainie, znajdującym się w Dużych Grzybowicach koło Lwowa. W pożarze zginęły 4 osoby[16].

## 27 maja
- Siły morskie Korei Południowej oddały strzały ostrzegawcze w kierunku dwóch jednostek Korei Północnej, które znalazły się na spornym akwenie, na Morzu Żółtym[17].
- Oficjalnie ogłoszono, iż José Mourinho podpisał kontrakt z Manchesterem United. (tvn24.pl)
- Szereg obiektów w Polsce zostało ewakuowanych w związku z fałszywymi alarmami bombowymi. Zgłoszenia dotyczyły między innymi Krakowa, Katowic, Olsztyna oraz Warszawy. Komenda Stołeczna Policji w Warszawie poinformowała, iż zgłoszenia o zagrożeniu otrzymali przedstawiciele 17 obiektów. (onet.pl)
- W Otwocku rozpoczął się V Festiwal Świdermajer, zorganizowany przez Towarzystwo Przyjaciół Otwocka i portal internetowy Swidermajer.Info[18].
- W trakcie interwencji policji przy ul. Wiejskiej w Elblągu, 18-letni mężczyzna ranił nożem policjantkę. Napastnik został następnie raniony w nogę przez innego funkcjonariusza policji, który w wyniku zaistniałej sytuacji użył broni palnej. (tvn24.pl)
- W związku z planowaną zmianą napięcia trakcji miał miejsce ostatni kurs wycofywanych z użytku pociągów EN94 należących do Warszawskiej Kolei Dojazdowej. (tvn24.pl)
- W gdańsko-sopockiej Ergo Arenie odbyła się gala KSW 35. W walce wieczoru mistrz KSW w wadze średniej Mamed Chalidow obronił tytuł w pojedynku z Azizem Karaoglu. (onet.pl)
- Popełnił samobójstwo Martin Senn, były prezes największego szwajcarskiego koncernu ubezpieczeniowego Zurich Insurance[19].

## 26 maja
- W nocy z 25/26 maja miał miejsce pożar w nie użytkowanej stanicy harcerskiej, w Silnie w powiecie toruńskim. Spłonęła XIX-wieczna komora celna. (bydgoszcz.tvp.pl)
- Na Morzu Śródziemnym luksemburski samolot zlokalizował przewróconą łódź z migrantami. Na powierzchni wody było ok. 100 osób, liczbę ofiar szacuje się na 20 do 30. (tvn24.pl)
- Greckie władze zakończyły ewakuację uchodźców i migrantów z prowizorycznego obozu Idomeni przy granicy z Macedonią, gdzie przebywało 8,4 tys. osób. Migranci zostanali przeniesieni do państwowych ośrodków, zaś ok. 4 tys. uchodźców opuściło obóz na własną rękę. (tvn24.pl)
- Na terenie Zakładu Karnego Wojkowice przeszła pierwsza i jedyna w Polsce procesja więźniów z okazji Uroczystości Najświętszego Ciała i Krwi Chrystusa. Liturgii mszy św. i procesji przewodniczył ks. Michał Borda[20].

## 25 maja
- Władze rosyjskie uwolniły ukraińską nawigatorkę Nadije Sawczenko, zaś ukraińskie dwóch żołnierzy rosyjskiego wywiadu wojskowego GRU, kapitana Jewgienija Jerofiejewa i sierżanta Aleksandra Aleksandrowa. (tvn24.pl)
- W związku z planowanym przez francuski rząd reformami prawa pracy członkowie francuskiej centrali związkowej CGT opowiedzieli się w głosowaniu za przeprowadzeniem 26 maja strajku we wszystkich 19 francuskich elektrowniach atomowych. (tvn24bis.pl)
- W Cieśninie Sycylijskiej przewróciła się łódź z migrantami. Dwie włoskie jednostki marynarki wojennej uratowały około 500 osób. W wyniku tragedii zginęło co najmniej 5 osób (kryzys migracyjny w Europie). (tvn24.pl)
- Premier Izraela Binjamin Netanjahu podczas publicznej uroczystości w Muzeum Diaspory w Tel Awiwie ujawnił iż badania genetyczne wykazały, że ma sefardyjskie korzenie, co oznacza, że jego rodzina wywodzi się ze średniowiecznej Hiszpanii. (tvn24.pl)
- Awigdor Lieberman został ministrem obrony Izraela. (tvn24.pl)
- Były wiceszef nowojorskiego przedstawicielstwa banku państwowego Wnieszekonombank Jewgienij Burjakow został skazany przez sąd w Nowym Jorku na 2,5 roku więzienia za szpiegostwo na rzecz rosyjskiej SWR. (tvn24.pl)
- Doszło do pożaru poddasza kamienicy przy ul. Gdańskiej 31 w Łodzi. W akcji uczestniczyło 19 zastępów straży pożarnej, które ewakuowały około 30 osób. 6 osób zostało hospitalizowanych. (tvn24.pl)
- Prokuratura Krajowa przedstawiła zarzut usiłowania zabójstwa wielu osób przy użyciu materiałów wybuchowych – Pawłowi R. podejrzanemu o podłożenie bomby w autobusie linii 145 we Wrocławiu, w czwartek 19 maja 2016. (tvn24.pl)
- Policja ujawniła, iż w nocy z niedzieli na poniedziałek zatrzymano trzech mężczyzn, którzy próbowali podłożyć materiały wybuchowe pod radiowozy przy komisariacie Warszawa-Włochy przy ul. 17 stycznia. (tvn24.pl)
- Ogłoszono wyrok w procesie karnym przeciwko twórcom „Warszawskiej Mapy Reprywatyzacji”. Sąd Rejonowy dla Warszawy-Śródmieście uznał, iż aktywiści Miasto Jest Nasze nie przekroczyli granicy wolności słowa. (tvn24.pl)
- Na Cmentarzu Miejskim w Płocku odbył się zbiorowy pogrzeb prochy osiemnaściorga dzieci, które matki poroniły w płockich szpitalach. Prochy złożono w Pomniku-Grobie Dzieci Zmarłych przed Narodzeniem powstałym w 2013 z inicjatywy bp. Piotra Libery i prezydenta Płocka Andrzeja Nowakowskiego[21].

## 24 maja
- Papież Franciszek przyjął w Watykanie wielkiego imama uniwersytetu Al-Azhar, szejka Ahmed al-Tayyeba[22].
- Greckie władze przystąpiły do stopniowej ewakuacji uchodźców i migrantów z prowizorycznego obozu Idomeni przy granicy z Macedonią, gdzie przebywa 8,4 tys. osób. Migranci zostaną przeniesieni do państwowych ośrodków. (tvn24.pl)
- Rozpoczął się strajk pielęgniarek w warszawskim Centrum Zdrowia Dziecka. Pielęgniarki domagają się wypłaty obiecanych rok wcześniej podwyżek[23].
- W Centralnym Szpitalu Klinicznym MSWiA w Warszawie odbyła się uroczysta konsekracja szpitalnej kaplicy z wprowadzeniem relikwii św. Jana Pawła II. Mszy świętej przewodniczył nuncjusz apostolski abp Celestino Migliore. W uroczystości wzięli udział między innymi przedstawiciele Departamentu Zdrowia MSWiA oraz wiceminister spraw wewnętrznych i administracji Sebastian Chwałek[24].
- W Warszawie przy ulicy Łuckiej 12 miał miejsce pożar opuszczonego budynku znajdującego się w pobliżu zabytkowej kamienicy Abrama Włodawera[25]. (tvn24.pl)
- Policja zatrzymała w Szprotawie – Pawła R. podejrzanego o podłożenie bomby w autobusie linii 145 we Wrocławiu, w czwartek 19 maja 2016. (tvn24.pl)
- W Ogrodzie Zoologicznym w Kijowie zmarła Bresta, najstarszy zachowany hipopotam w niewoli (ur. 1958)[26].

## 23 maja
- Alexander Van der Bellen został wybrany na prezydenta Austrii, nieznacznie pokonując Norberta Hofera. (tvn24.pl)
- Co najmniej 17 uczennic zginęło w pożarze szkolnego internatu w Chiang Rai na północy Tajlandii. (tvn24.pl)
- Z powodu fałszywego alarmu bombowego z warszawskiego wieżowca Warsaw Spire ewakuowano około 900 osób. (tvn24.pl)
- Ława przysięgłych sądu w Teesside, w Wielkiej Brytanii uznała właściciela sieci restauracji Mohammeda Zamana za winnego zabójstwa zmarłego w styczniu 2014 roku – Paula Wilsona, który po zjedzeniu curry z restauracji Zamana w Indian Garden, w Easingwold zmarł w wyniku wstrząsu anafilaktycznego. W trakcie procesu wykazano, iż restaurator w ramach oszczędności zastępował mielone migdały tańszą mieszanką, zawierającą także orzeszki ziemne, na które uczulony był Wilson wprowadzając swoich klientów w błąd. (tvn24.pl)
- Przed sądem w Maladze, w Hiszpanii ruszył proces słowackiej modeliki Mayki Maricy Kukucovej oskarżonej o zastrzelenie w 2014 roku byłego partnera, brytyjskiego milionera Andrew Davida Busha. (tvn24.pl)
- W Rumunii organizacje pozarządowe złożyły w parlamencie propozycję poprawki do konstytucji, która by wyraźnie ograniczała pojęcie małżeństwa do związku mężczyzny i kobiety. Projekt poprawki podpisały trzy miliony obywateli. (tvn24.pl)
- Trzej mężczyźni, próbowali podłożyć materiały wybuchowe pod radiowozy przy komisariacie Warszawa Włochy przy ul. 17 stycznia[27].

## 22 maja
- Zakończyły się, rozgrywane w Londynie, mistrzostwa Europy w pływaniu. (london2016.microplustiming.com)
- W finale rozgrywanych w Rosji mistrzostw świata w hokeju na lodzie Kanada pokonała Finlandię 2:0. (sportowefakty.pl)
- W trakcie kongresu Partii Sprawiedliwości i Rozwoju prezydent Turcji Recep Tayyip Erdoğan przyjął rezygnację premiera Ahmeta Davutoğlu jednocześnie powierzając misję stworzenia rządu Binalemu Yıldırımowi. (tvn24.pl)
- Doszło do wypadku podczas meczu ekstraligi żużlowej pomiędzy ROW-em Rybnik i Unią Tarnów, w trakcie przejazdu zderzyli się juniorzy obu zespołów Kacper Woryna i Krystian Rempała, który został hospitalizowany. (tvn24.pl)
- Zakończył się 69. Międzynarodowy Festiwal Filmowy w Cannes, przyznano nagrody filmowe Złota Palma. (tvn24.pl)
- Odbyła się druga tura wyborów prezydenckich w Austrii. (onet.pl)
- Odbyły się obchody 200–lecia powstania Zgromadzenia Misjonarzy Oblatów Maryi Niepokalanej oraz 80-lecia ich obecności na Ziemi Świętokrzyskiej zorganizowane w sanktuarium Relikwii Drzewa Krzyża Świętego na Świętym Krzyżu[28].
- 71 zakonnic z Santiago de Chile odwiedziło żeńskie więzienie i wspólnie z więźniarkami modliło się z okazji Jubileuszu Miłosierdzia w trakcie mszy świętej której przewodniczył kard. Ricardo Ezzati Andrello[29].
- Na Adriatyku z inicjatywy Arsena Brajkovića zatopiono jako atrakcję turystyczną Visa, dawny 85-metrowy okręt jugosłowiańskiej marynarki. (index.hr, tvn24.pl)

## 21 maja
- Doszło do erupcji wulkanu Sinabung na Sumatrze, co przyczyniło się do śmierci trzech osób[30].
- W Warszawie rozpoczęła się polska edycja Festiwalu Kolorów 2016[31].
- Podczas Warszawskiego Dnia Zwierząt na Polu Mokotowskim pobito między innymi rekord Polski w liczbie psów podających łapę w tym samym czasie. (tvn24.pl)
- Ulicami Warszawy z okazji Międzynarodowego Dnia Wyszywanki przeszła „Parada Wyszywanek”, służąca popularyzacji kultury ukraińskiej i białoruskiej w Polsce. (tvn24.pl)
- Doszło do pożaru w bazie dystrybucji paliw w przy ul. Składowej w Ławach. W akcji gaśniczej wzięło udział 19 zastępów straży pożarnej. (tvn24.pl)
- Około 50 tys. osób uczestniczyło w Ogólnopolskim Czuwaniu Odnowy w Duchu Świętym na Jasnej Górze w Częstochowie[32].
- W mieście Koganei, w Japonii przed koncertem fan zaatakował nożem piosenkarkę J-popową Mayu Tomitę wielokrotnie raniąc ją nożem. Artystka w stanie krytycznym trafiła do szpitala. (tvn24.pl)
- W Zagrzebiu przeszedł pierwszy marsz „Dla życia, rodziny i Chorwacji” w którym według policji wzięło udział 7 tys., zaś według organizatorów 15 tys. osób. Tego samego dnia przeszła również antydemnostracja zorganizowana przez neofeministyczne Zjednoczenie Chorwackich Kobiet w której wzięło udział 300 osób.[33]
- W syryjskim Aleppo nieznani sprawcy dokonali dwóch ataków rakietowych na szkołę franciszkańską (obecnie dom seniora) w wyniku czego zginęła jedna osoba, a dwie zostały ranne[34].

## 20 maja
- Turecki parlament uchwalił tymczasową nowelizację konstytucji, umożliwiającą pozbawienie immunitetu i stawianie przed sądem 138 parlamentarzystów. (tvn24.pl)
- Przed Sądem Okręgowym w Warszawie rozpoczął się proces w sprawie afery podsłuchowej z lat 2014–2015[35].
- Inspektor Robert Żebrowski został powołany na komendanta stołecznego policji[36].

## 19 maja
- Zaginięcie samolotu Airbus A320 linii EgyptAir (lot 804 (MS804/MSR804)) lecącego z Paryża do Kairu. Maszyna zaginęła nad Morzem Śródziemnym z 66 osobami na pokładzie. (tvn24.pl)
- W bazie Andersen w pobliżu wioski Yigo na wyspie Guam doszło do katastrofy bombowca strategicznego Boeing B-52H Stratofortress w trakcie rutynowych ćwiczeń. Nikt z 7 osobowej załogi nie zginął. (tvn24.pl)
- W Sejmie odbyła się inauguracja Stowarzyszenia „Endecja” w której udział wzięli między innymi Marek Jakubiak, Paweł Kukiz i Rafał Ziemkiewicz. (onet.pl)
- Podczas VII Warszawskich Targów Książek, podano listę książek nominowanych do Literackiej Nagrody „Nike”. (tvn24.pl)
- Po naciskach NATO, Unii Europejskiej i Departamentu Stanu USA – Parlament Macedonii doprowadził do zmian ustawowych umożliwiających cofnięcie przez prezydenta Ǵorge Iwanowa wcześniejszych amnestii dla polityków WMRO-DPMNE, które doprowadziły do protestów opozycji i bojkotu zapowiedzianych na czerwiec wyborów. (tvn24.pl)
- Co najmniej 6 rosyjskich oficerów zginęło w wypadku autobusu, który spadł w przepaść w Osetii Południowej. (tvn24.pl)
- We Wrocławiu doszło do wybuchu bomby szybkowarowej i w wyniku tego zdarzenia została ranna jedna osoba. Wcześniej nieznany mężczyzna pozostawił ładunek w autobusie linii 145. (tvn24.pl, tvn24.pl)

## 18 maja
- W wyniku osuwisk ziemi w Sri Lance zginęło 16 osób. (tvnmeteo.tvn24.pl)
- W Warszawie na Cmentarzu Wojskowym na Powązkach w Warszawie odbył się pogrzeb pisarki i satyryczki Marii Czubaszek. W uroczystości wzięli udział między innymi była minister kultury i dziedzictwa narodowego Małgorzata Omilanowska, a także Artur Andrus, Krzysztof Materna, Grzegorz Miecugow oraz Magda Umer. (tvn24.pl)
- Funkcjonariusze Agencji Bezpieczeństwa Wewnętrznego zatrzymali lidera prorosyjskiego ugrupowania Zmiana, byłego posła na Sejm RP – Mateusza Piskorskiego. (tvn24.pl)
- Odbyła się konsekracja kościoła Maryi Gwiazdy Nowej Ewangelizacji i św. Jana Pawła II w Toruniu. Uroczystości przewodniczył legat papieski, kard. Zenon Grocholewski. Udział w uroczystości wzięli przedstawiciele najwyższych władz państwowych i kościelnych w Polsce w tym Premier RP Beata Szydło, ministrowie Mariusz Błaszczak, Beata Kempa, Antoni Macierewicz, Stanisław Szyszko i Zbigniew Ziobro, a także prezes PiS Jarosław Kaczyński i ambasador USA w Polsce Paul Jones oraz metropolita krakowski kard. Stanisław Dziwisz, metropolita lwowski abp Mieczysław Mokrzycki i nuncjusz apostolski abp Celestino Migliore. (tvn24.pl)
- Trybunał Konstytucyjny Macedonii postanowił zawiesić wszystkie działania związane z wyborami do czasu swego orzeczenia, czy rozwiązanie parlamentu w kwietniu było zgodne z konstytucją, zaś Parlament Macedonii podjął decyzję o odwołaniu rozpisanych na 5 czerwca przedterminowych wyborów parlamentarnych. (tvn24.pl)
- 7 osób zginęło w katastrofie samolotu transportowego An-12 w Afganistanie, w prowincji Helmand[37].
- W polskim Sejmie powstało koło poselskie Wolni i Solidarni. (onet.pl)
- W rozegranym w Bazylei finale Ligi Europy UEFA Sevilla FC pokonała 3:1 Liverpool F.C. (Sport.pl)

## 17 maja
- W lesie Sambisa, w stanie Borno, przy granicy z Kamerunem odnaleziono pierwszą z 219 uczennic uprowadzonych przez członków ekstremistycznej organizacji Boko Haram w kwietniu 2014 roku z liceum w Chibok na północnym wschodzie Nigerii. (tvn24.pl)
- Christian Kern objął urząd kanclerza Austrii, stając na czele nowego koalicyjnego rządu[38].

## 16 maja
- Spłonął dach XIX-wiecznej Fabryki Porcelany „Wałbrzych”. W akcji gaśniczej brało udział 10 zastępów straży pożarnej. Przyczyną pożaru było prawdopodobnie podpalenie. (walbrzych.naszemiasto.pl)
- Południowosudańskie siły bezpieczeństwa ostrzelały karetkę w wyniku czego postrzeliły pracującą w charakterze lekarza słowacką zakonnice ze Zgromadzenia Misyjnego Służebnic Ducha Świętego siostrę Veronike Terézie Rackovą (informację o śmierci zakonnicy podano 20 maja)[39].

## 15 maja
- Reprezentująca Ukrainę Dżamała zwyciężyła w 61. Konkursie Piosenki Eurowizji, wykonawszy utwór zatytułowany „1944”. (ebu.ch)
- Na Stadionie Narodowym w Warszawie, przy okazji meczu towarzyskiego – Tomasz Gollob pożegnał się z reprezentacją Polski w żużlu. (tvn24.pl)
- Legia Warszawa zdobyła tytuł Mistrza Polski w piłce nożnej[40].
- W Warszawie odbyło się II Święto Kolonii Wawelberga. (tvn24.pl)
- W 140 polskich miastach przeszły Marsze dla Życia i Rodziny zorganizowane pod hasłem „Każde życie jest bezcenne!”[41].
- Spłonął dach XVIII wiecznego Pałacu w Bełczu Wielkim. W akcji gaśniczej brało udział 14 zastępów straży pożarnej i 37 ratowników. Przyczyną pożaru było prawdopodobnie podpalenie. (tvn24.pl)
- W wyniku sabotażu zawalił się jeden z najwyższych masztów transmisyjnych w Szwecji, licząca 332 metry konstrukcja w pobliżu miasta Boras. (tvn24.pl)
- Po raz pierwszy w historii cała energia zużywana w Niemczech pochodziła ze odnawialnych źródeł energii. (pb.pl)

## 14 maja
- Poseł Andrzej Jaworski został powołany na członka Zarządu PZU. (tvn24bis.pl)
- Ulicami Warszawy przejechała wielka parada retro autobusów. (tvn24.pl)
- Ulicami Warszawy spod bazyliki archikatedralnej św. Jana Chrzciciela na Żoliborz przeszedł Marsz Rotmistrza Witolda Pileckiego[42].
- Na Stadionie Narodowym w Warszawie, mistrz świata Brytyjczyk Tai Woffinden wygrał Grand Prix Polski w Warszawie, drugą eliminację mistrzostw świata w żużlu. (tvn24.pl)
- Na Cmentarzu Chowańskim w Moskwie doszło do zamieszek, w wyniku których zginęły 3 osoby a 26 zostało rannych. (tvn24.pl)
- Polski piłkarz Robert Lewandowski, będący zawodnikiem Bayernu Monachium, został pierwszym od 39 lat piłkarzem z co najmniej 30 golami w sezonie Bundesligi. (tvn24.pl)
- W Stambule odbył się ślub działaczki na rzecz obrony praw kobiet Sumeyye, najmłodszej córki prezydenta Turcji Recepa Tayyipa Erdoğana z przedsiębiorcą Selcukiem Bayraktarem. Świadkiem panny młodej był ustępujący premier Ahmet Davutoğlu, a pana młodego szef sztabu armii tureckiej, generał Hulusi Akar. W uroczystości wzięło udział 6 tysięcy gości. (tvn24.pl)
- W Warszawie odbyła się Nocy Muzeów, w imprezie udział wzięły 252 placówki[43].
- Muzeum Sztuki Nowoczesnej w Warszawie pożegnało uroczyście swoją dotychczasową siedzibę w Domu Meblowym „Emilia”. Jednocześnie ogłoszono iż pawilon DM „Emilia” zostanie przeniesiony na plac Defilad[44]. (tvn24.pl)
- W Lizbonie przeszedł Marsz dla Życia zorganizowany przez Portugalską Federację Życia[45].
- Metropolita gdański abp Sławoj Leszek Głódź konsekrował sanktuarium Matki Bożej Fatimskiej na gdańskiej Żabiance[46].

## 13 maja
- Na warszawskim Cmentarzu Powązkowskim odbył się pogrzeb aktora Wojciecha Cacko-Zagórskiego. (wp.pl)
- Wybuchł pożar na nielegalnym składowisku opon pod Madrytem w Hiszpanii. W związku z trującym dymem ewakuowano 9 tys. mieszkańców miasteczka Sesena. (tvn24.pl)
- Wybuchł pożar poddasza gmachu Archiwum Państwowego we Wrocławiu przy ul. Pomorskiej 2. (gazetawroclawska.pl)

## 12 maja
- Niemiecka straż pożarna drugi dzień walczyła z pożarem na terenie azjatyckiego targowiska Dong Xuan Center w berlińskiej dzielnicy Lichtenberg. (tvn24.pl)
- W polskim Sejmie odbyło się głosowanie nad „Raportem o stanie spraw publicznych i instytucji państwowych na dzień zakończenia rządów koalicji PO-PSL (2007-2015)” (tvn24.pl)
- Odbyła się ceremonia otwarcia 69. Międzynarodowego Festiwalu Filmowego w Cannes. (tvn24.pl)
- Z okazji 81. rocznicy rocznica śmierci marszałka Józefa Piłsudskiego, premier RP Beata Szydło uroczyście złożyła wieniec przy Pomniku Józefa Piłsudskiego koło Belwederu. (tvn24.pl)
- Traktem Królewskim w Warszawie pod gmach Sejmu przeszedł marsz zwolenników intronizacji Chrystusa na króla Polski. (tvn24.pl)
- Oficjalnie otwarto wieżowiec Warsaw Spire w Warszawie. (tvn24.pl)
- Zmarła Susannah Mushatt Jones będąca w momencie poprzedzającym śmierć najstarszą żyjącą osobą na świecie. Tytuł przeszedł na Emme Morano-Martinuzzi zaś drugą najstarszą osobą na świecie została Violet Brown[47].

## 11 maja
- Wybuchł pożar na terenie azjatyckiego targowiska Dong Xuan Center w berlińskiej dzielnicy Lichtenberg. (tvn24.pl)
- Papież Franciszek spotkał się w Watykanie ze zwierzchnikiem światowej wspólnoty bektaszytów – Baba Edmondem Brahimajem[48].
- W polskim Sejmie odbyło się przedstawianie wyników raportu o rządach Platformy Obywatelskiej–Polskiego Stronnictwa Ludowego w latach 2007–2015, przygotowanego przez gabinet Prawa i Sprawiedliwości. (tvn24.pl)

## 10 maja
- Nad ranem wybuchł pożar w zabudowaniach dawnej restauracji Baku oraz przyległych zabudowaniach mieszkalnych przy ul. Marszałka Józefa Piłsudskiego 120 w Józefowie pod Warszawą. (tvn24.pl)
- Doszło do zamachu w tureckim mieście Diyarbakir, w wyniku którego zginęły 4 osoby a 45 zostało rannych. (tvn24.pl)
- Minister środowiska Jan Szyszko odwołał 32 z 39 członków Państwowej Rady Ochrony Przyrody. (tvn24.pl)
- Przed Pałacem Prezydenckim w Warszawie odbyła się 73. miesięcznica smoleńska dla upamiętnienia ofiar katastrofy samolotu rządowego w Smoleńsku w 2010 roku. W uroczystości wziął udział prezes Prawa i Sprawiedliwości Jarosław Kaczyński. Obowiązywała zmiana ruchu samochodowego na odcinku Krakowskiego Przedmieścia przy Pałacu Prezydenckim. (tvn24.pl)
- W Iwnicy, w obwodzie żytomierskim na Ukrainie odbyło się uroczyste odsłonięcie pomnika ku czci powstańców styczniowych 1863, dla upamiętnienia bitwy w pobliskich lasach jaropowieckich. (studiowschod.pl)

## 9 maja
- Doszło do incydentu na granicy węgiersko-słowackiej. Przy przekraczaniu granicy ze Słowacją jeden z czterech samochodów osobowych wezwanych przez słowackich celników do zatrzymania się nie zareagował na wezwanie i podjął próbę ucieczki. Celnicy oddali strzały ostrzegawcze po czym oddali w kierunku auta strzały z ostrej amunicji raniąc 26-letnią Syryjkę. Był to prawdopodobnie pierwszy przypadek oddania strzałów z ostrej amunicji w kierunku migrantów na terenie tzw. Strefy Schengen (Kryzys migracyjny w Europie). (tvn24.pl)
- Trzeciego dnia zjazdu rządzącej w Korei Północnej Partii Pracy Korei jej I Sekretarza Kim Dzong Una ogłoszono dodatkowo przewodniczącym Partii Pracy Korei. (tvn24.pl)
- Werner Faymann ustąpił ze stanowiska kanclerza Austrii. Tymczasowo zastąpił go Reinhold Mitterlehner. (wiadomosci.wp.pl)

## 8 maja
- Wybuchł pożar w zabytkowej Willi Orlej w Gdyni. W wyniku pożaru spłonęło poddasze obiektu. Tego samego dnia odbyły się oględziny z udziałem Pomorskiego Wojewódzkiego Konserwatora Zabytków, który zapowiedział iż willę mimo pożaru można uratować. (dziennikbaltycki.pl)
- Zakończyły się, rozgrywane w Rzymie, 1. drużynowe mistrzostwa świata w chodzie sportowym[49].
- Odbył się globalny bieg Wings For Life. Najlepszy wynik na świecie osiągnął Włoch Giorgio Calcaterra biegnący we Włoszech. W ciągu 5,5 godziny pokonał dystans 88,44 km. Drugi wynik w skali świata osiągnął Polak Bartosz Olszewski, biegnący w Kanadzie. Polka Dominika Stelmach triumfowała w edycji biegu w Australii zaś w Polsce najszybszy był Tomasz Walerowicz. (tvn24.pl)
- Przed greckim parlamentem w Atenach manifestowało kilka tysięcy przeciwników programu reform oszczędnościowych projektu rządu premiera Aleksisa Tsiprasa. Doszło również do zamieszek w wyniku których aresztowano kilka osób[50].
- W Krakowie kilka tysięcy wiernych wzięło udział w centralnych uroczystościach ku czci św. Stanisława ze Szczepanowa będącego patronem Polski[51].
- Kilkadziesiąt osób zginęło w wypadku na najważniejszej drodze w Afganistanie. Dwa autobusy przewożące ludzi zderzyły się z jadącą w przeciwnym kierunku cysterną i wszystkie pojazdy stanęły w ogniu. (tvn24.pl)
- Zakończył się Litewski Kongres Miłosierdzia. W wileńskich uroczystościach wziął udział między innymi legat papieski kard. Pietro Parolin[52].
- W kolegium niemieckim Campo Santo Teutonico w Watykanie odsłonięto tablicę upamiętniającą irlandzkiego księdza Hugh O’Flaherty’ego, który w czasie II wojny światowej zaangażowany był w ratowanie Żydów. W uroczystości wziął udział między innymi bratanek duchownego[53]. (ncregister.com)

## 7 maja
- Ulicami Warszawy przeszedł marsz zorganizowany pod hasłem „Jesteśmy i będziemy w Europie” zainicjowany wspólnie przez Komitet Obrony Demokracji oraz partie opozycyjne krytyczne wobec rządu Beaty Szydło. Według policji w marszu udział wzięło 45 tys. osób zaś według stołecznego ratusza do 240 tys. osób.[54][55] (tvn24.pl)
- Ulicami Warszawy przeszedł marsz zorganizowany pod hasłem „Odwagi, Polsko!” zainicjowany przez Krucjatę Różańcową za Ojczyznę. Według policji w marszu udział wzięło 4,5 tys. uczestników w tym między innymi Marian Kowalski i Robert Winnicki[54][55].
- Ulicami Warszawy przeszła Parada Schumana zorganizowana przez Fundację im. Roberta Schumana. W paradzie udział wzięło około 2 tys. osób.[55][54]
- Papież Franciszek przyjął rezygnację bp. Antoniego Długosza z pełnienia posługi biskupa pomocniczego archidiecezji częstochowskiej. W kwietniu bp. Długosz ukończył 75 rok życia i zgodnie z Kodeksem Prawa Kanonicznego, hierarcha oddał się do dyspozycji Stolicy Apostolskiej[56].
- Papież Franciszek mianował ks. Krzysztofa Włodarczyka biskupem pomocniczym diecezji koszalińsko-kołobrzeskiej ze stolicą tytularną Surista[57].
- Susza i wysokie temperatury zabiły w Indiach od początku kwietnia 300 osób. (tvnmeteo.tvn24.pl)
- Odbyła się konsekracja kaplicy pw. Miłosierdzia Bożego w Ekumeniczny Dom Pomocy Społecznej w Prałkowcach koło Przemyśla prowadzonym przez greckokatolickie Zgromadzenie Sióstr Służebnic Niepokalanej Panny Maryi. W uroczystości wzięli udział duchowni greckokatoliccy i rzymskokatoliccy, a przewodniczył jej abp Eugeniusz Popowicz[58].

## 6 maja
- Enda Kenny po raz drugi został wybrany na premiera Irlandii. (tvn24.pl)
- W Warszawie przy ulicy Łuckiej 8/10 miał miejsce pożar opuszczonego budynku znajdującego się w pobliżu zabytkowej kamienicy Abrama Włodawera[59].
- Muzeum Historii Żydów Polskich otrzymało nagrodę European Museum Academy. (tvn24.pl)
- W Gdańsku odbyły się uroczystości pogrzebowe abp. Tadeusza Gocłowskiego z udziałem władz kościelnych i państwowych. Mszy św. przewodniczył metropolita gdański abp Sławoj Leszek Głódź. Ciało abp. Tadeusza Gocłowskiego złożono w Krypcie Biskupów Gdańskich w Bazylice archikatedralnej w Gdańsku-Oliwie[60].
- Sadiq Khan został burmistrzem Londynu. Jest pierwszym w historii muzułmaninem pełniącym ten urząd. (tvn24.pl)
- Uzbrojony mężczyzna próbował postrzelić tureckiego dziennikarza Cana Dündara przed sądem w Stambule, raniąc jednego z reporterów relacjonujących proces Dündara i Erdema Güla oskarżonych między innymi o szpiegostwo. (tvn24.pl)
- Papież Franciszek odebrał Nagrodę Karola Wielkiego[61].

## 5 maja
- Turecki premier Ahmet Davutoğlu ogłosił swoją dymisję, która ma nastąpić 22 maja na nadzwyczajnym zjeździe Partii Sprawiedliwości i Rozwoju[62].
- 283 tys. absolwentów liceów ogólnokształcących i techników z roku szkolnego 2015/2016 w Polsce oraz grupa abiturientów z poprzednich lat przystąpiło do pisemnego egzaminu maturalnego z matematyki na poziomie podstawowym. (tvn24.pl)
- Przeszedł 25. Marsz Żywych w Oświęcimiu z byłego niemieckiego obozu Auschwitz I do Auschwitz II-Birkenau. W marszu udział wzięło kilka tysięcy Polaków i Żydów, w tym między innymi minister sprawiedliwości Izraela Ajjelet Szaked[63].

## 4 maja
- Około 280 tys. absolwentów liceów ogólnokształcących i techników z 2016 roku w Polsce, przystąpiło do pisemnego egzaminu maturalnego z języka polskiego. (tvn24.pl)

## 3 maja
- Podczas odbywającego się w Budapeszcie kongresu Unii Europejskich Związków Piłkarskich w skład UEFA przyjęto Kosowo jako 55 państwo członkowskie. (eurosport.onet.pl)
- Z okazji Narodowego Święta Trzeciego Maja prezydent RP Andrzej Duda odznaczył Orderem Orła Białego: Irene Kirszensztein-Szewińską, Michała Kleibera, Michała Lorenca, Wandę Półtawską, Zofię Romaszewską oraz Bronisława Wildsteina. (prezydent.pl)
- Zmarł arcybiskup senior archidiecezji gdańskiej oraz kawaler Orderu Orła Białego Tadeusz Gocłowski. (niedziela.pl)
- 30 tys. wiernych wzięło udział w uroczystości Najświętszej Maryji Panny Królowej Polski na Jasnej Górze. Z okazji 1050-rocznicy chrztu Polski złożono również nowy Akt Zawierzenia Matce Bożej podpisany przez polskich biskupów[64].
- W Kalwarii Zebrzydowskiej odbyły się uroczystości w sanktuarium pasyjno-maryjnym z okazji 375-lecia przyniesienia do miasta Obrazu Matki Bożej Kalwaryjskiej[65].
- Odbył się 26. Bieg Konstytucji 3 Maja w Warszawie na dystansie 5 km. Pierwszy na mecie był Mariusz Giżyński zaś z kobiet Karolina Pilarska[66].
- Odbył się 9. Polski Top Wszech Czasów w Programie III Polskiego Radia. Wygrał utwór „Kocham Wolność” grupy Chłopcy z Placu Broni. (polskieradio.pl)
- Zmarł Kaname Harada – japoński as myśliwski z okresu II wojny światowej, uważany za ostatniego żyjącego japońskiego pilota, który brał udział w ataku na Pearl Harbor. (historykon.pl)

## 2 maja
- W rozegranych w Sheffield mistrzostwach świata w snookerze triumfował Anglik Mark Selby. (bbc.com)
- Rozpoczęła się budowa stacji metra Targówek i Trocka oraz związana z tym rozbiórka warszawskiego Bazaru przy ul. Trockiej. (tvn24.pl)
- Ulicami Warszawy przeszedł tradycyjny pochód pierwszomajowy zorganizowany między innymi przez Ogólnopolskie Porozumienie Związków Zawodowych, Związek Nauczycielstwa Polskiego, Sojusz Lewicy Demokratycznej, Unie Pracy i Polską Partię Socjalistyczną. (tvn24.pl)
- Na Stadionie Narodowym w Warszawie odbył się finał Puchar Polski w piłce nożnej. Legia Warszawa pokonała Lecha Poznań zostając zwycięzcą Pucharu Polski. (tvn24.pl)
- Samolot Boeing 737 pasażerskich linii Turkish Airlines wypadł z pasa podczas lądowania na lotnisku w Kosowie. Na pokładzie było 151 osób, wszyscy zostali ewakuowani. (tvn24.pl)
- Pierwszy raz od końca lata 70. XX wieku amerykański statek wycieczkowy pokonał trasę z Miami na Florydzie i zawinął do portu w Hawanie. (tvn24.pl)
- Leicester City F.C. po raz pierwszy zdobył mistrzostwo Anglii w piłce nożnej[67].
- Goszcząca w Polsce – Prymas Kościoła Szwecji abp Antje Jackelén spotkała się z Wandą Falk, dyrektor Diakoniu Kościoła Ewangelicko-Augsburskiego w RP, a następnie z władzami Chrześcijańskiej Akademii Teologicznej w Warszawie. (luteranie.pl)

## 1 maja
- Z udziałem władz kościelnych i państwowych odbyły się uroczystości jubileuszowe 500-rocznicy znalezienia figurki Matki Bożej w Gidlach. Mszę świętą w sanktuarium Wniebowzięcia Najświętszej Maryi Panny koncelebrował przewodniczący Konferencji Episkopatu Polski abp Stanisław Gądecki wspólnie z między innymi abpem Wacławem Depo. W uroczystości udział wziął również między innymi minister obrony narodowej Antoni Macierewicz[68].
- 25 tys. osób obejrzało pierwszy w 2016 roku pokaz w Multimedialnym Parku Fontann w Warszawie. (tvnwarszawa.tvn24.pl)
- Motocykliści z organizacji Nocne Wilki dotarli do Polski i uroczyście złożyli kwiaty na Grobie Nieznanego Żołnierza w Warszawie. (tvn24.pl)
- W Mosulu wysadzono kościół katolicki[69].
- W Wielkiej Brytanii odbyły się uroczyści z okazji 1050-lecia Chrztu Polski z udziałem tamtejszej Polonii. W uroczystościach wzięli udział między innymi księża z Polskiej Misji Katolickiej w Anglii i Walii, bp Wiesław Lechowicz oraz prymas Anglii i Walii, kard. Vincent Nichols[70].
- We Wrocławiu 7356 gitarzystów zagrało wspólnie utwór „Hey Joe” ustanawiając nowy Gitarowy Rekord Guinnessa. (gazetawroclawska.pl)
- W kanadyjskiej prowincji Alberta został wykryty pożar, który przerodził się w gigantyczny pożar lasów i miasta Fort McMurray[71].